# Antonio Domingo Bussi
Antonio Domingo Bussi (Victoria, Entre Ríos; 17 de enero de 1926-San Miguel de Tucumán, 24 de noviembre de 2011) fue un político argentino, general de división del Ejército (destituido), comandante del Operativo Independencia (1975-77), del III Cuerpo de Ejército (1978-80) y del I Cuerpo de Ejército (1980-81) durante el terrorismo de Estado de la dictadura militar autodenominada Proceso de Reorganización Nacional. Además, fue gobernador de facto y constitucional posteriormente de la provincia de Tucumán.
Fue gobernador de esa misma provincia electo democráticamente en 1995 y segundo comandante de Institutos Militares (1978-79). Fue condenado a cadena perpetua por graves delitos de lesa humanidad y murió en 2011.
Al regreso de la democracia, fue objeto de juicio y se lo encontró culpable de secuestro, asesinato y peculado por las actuaciones realizadas, pero quedó impune por el beneficio de la Ley de Punto Final que impidió su procesamiento. A partir de 1987 comenzó una carrera política, reflotando el partido Defensa Provincial-Bandera Blanca. Aunque al año siguiente se separó de él para fundar Fuerza Republicana, partido por el que, hacia 1995, lograría ser electo gobernador constitucional. Al fin de su mandato, aunque votado para diputado, la Cámara rechazó su nombramiento; poco después, quedó detenido por varios centenares de causas por delitos de lesa humanidad.
Fue condenado a cadena perpetua por delitos de lesa humanidad en 2011 y cumplió prisión domiciliaria perpetua. Murió en prisión el mismo año.

## Primeros años
Bussi, hijo de inmigrantes italianos que emigraron a Argentina a principios del siglo XX y se establecieron en la ciudad de Victoria, Entre Ríos, en donde Antonio Domingo, (recibiendo esté segundo nombre por el presidente Domingo Faustino Sarmiento), nació el sábado 17 de enero de 1926. Con 17 años, ingreso Al Colegio Militar de la Nación, de donde egreso con 21 años con los galones de subteniente en el arma de infantería. Fue destinado al Regimiento 28 en la ciudad correntina de Goya, y luego a la Escuela de Infantería de la próxima ciudad de Monte Caseros. En 1951 obtuvo el grado de teniente, y fue destinado como instructor al Liceo Militar General San Martín.

## Carrera militar
Nombrado capitán en 1954, ingresó a la Escuela Superior de Guerra para formarse como oficial de Estado Mayor; permanecería allí tres años, y sería luego destinado al destacamento de Montaña de Campo de los Andes, Mendoza. En el ínterin había contraído matrimonio con Josefina Beatriz Bigoglio, de Monte Caseros, que le daría cuatro hijos. Fue designado jefe de Doctrina Logística del Estado Mayor del Ejército Argentino, y enseñó la asignatura en la Escuela Superior de Guerra «Teniente General Luis María Campos» del Instituto de Enseñanza Superior del Ejército. En esa condición fue enviado a recibir instrucción en el Command and General Staff College de Fort Leavenworth (Kansas, Estados Unidos). Designado teniente coronel, en 1964 se hizo cargo de la Jefatura de Personal del Estado Mayor General del Ejército; en 1966, sería trasladado como jefe al Regimiento de Infantería 19 de Tucumán.
En 1968 pasó a comandar brevemente la división de planificación del Comando del III Cuerpo de Ejército; un año más tarde, sería enviado como parte de la comisión de observadores argentinos a la guerra de Vietnam, donde estudiaría las tácticas del Ejército de los Estados Unidos. A su regreso, retornó al Estado Mayor General, donde ocupó la secretaría primero y la jefatura de finanzas más tarde.

## El golpe y el terrorismo de Estado

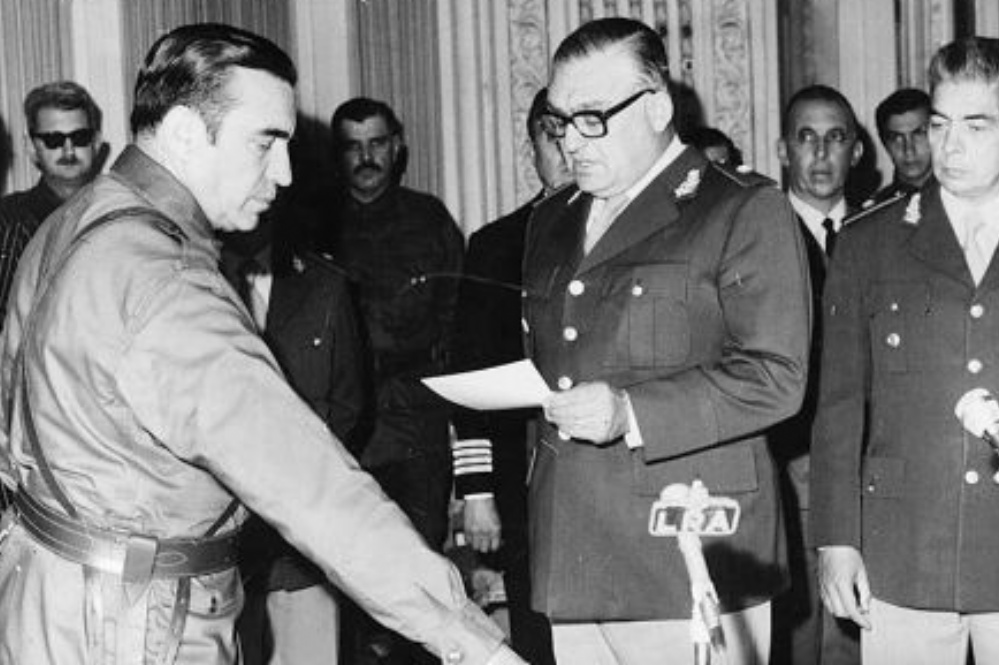
Antonio Domingo Bussi asume la gobernación de la provincia de Tucumán, luego del golpe de Estado del 24 de marzo de 1976 bajo la mirada del general Luciano Benjamín Menéndez. Mes de marzo de 1976.

En 1975 fue ascendido a general de brigada, y puesto al frente de la X Brigada de Infantería Mecanizada de la ciudad de La Plata. En reemplazo de Acdel Vilas, en diciembre de ese año sería destinado a comandar el Operativo Independencia, que por Ítalo Luder, temporalmente a cargo del poder ejecutivo, había extendido a todo el país.
Bussi trasladó el centro clandestino de detención que su predecesor Vilas había instalado en Famaillá al Ingenio Nueva Baviera, y ordenó la descentralización de las torturas, estableciendo varios puntos a ese efecto; la maniobra fue realizada para evadir las inspecciones de los organismos internacionales, a los que engañó ocultando o trasladando a los prisioneros ante sus visitas. Después del golpe del 24 de marzo, Bussi fue nombrado gobernador de la provincia; en ese cargo, multiplicó y profesionalizó los grupos de tortura existentes. En 1976 designó a Héctor Domingo Calderón, policía de la Brigada de Investigaciones para que formara un grupo operativo con personal policial a este efecto. Los testimonios certifican que Bussi estuvo al tanto de los hechos, y que conoció y visitó con cierta frecuencia los centros clandestinos de detención.
El informe de la Comisión Bicameral Investigadorea de las violaciones de los derechos humanos en la provincia de Tucumán (1974-1983) calificó la gestión de Bussi como «un vasto aparato represivo, que orienta su verdadero accionar a arrasar con las dirigencias sindicales, políticas y estudiantiles, que eran totalmente ajenas al pernicioso accionar de la guerrilla», recordando que, si bien Bussi afirmó en 1975, al asumir la gobernación, que «la guerrilla estaba derrotada», el número de víctimas se incrementó sensiblemente a partir de su asunción. Adscripta directamente la policía al ejército comandado por Bussi, se emplearon explosivos para atacar la Universidad Nacional de Tucumán, la Legislatura provincial, las sedes de la Unión Cívica Radical, del Partido Comunista, del Partido Socialista y del colegio de abogados. Varios abogados fueron asesinados, y muchos otros intimidados para evitar la defensa de los presos políticos, incluyendo en los procedimientos la voladura de sus estudios y el allanamiento de morada. Médicos, sindicalistas y políticos fueron también objeto de secuestro, prisión ilegal, vejaciones y tortura.
El 19 de julio de 1976, una operación logró capturar a Mario Roberto Santucho, líder del Ejército Revolucionario del Pueblo; de acuerdo a testimonios de oficiales militares, el guerrillero fue capturado vivo, y murió en el hospital militar. Su cuerpo fue congelado, y exhibido por Bussi, que a la sazón era segundo comandante del campo, en ocasión de la inauguración del «museo de la subversión» de Campo de Mayo.
Una testigo, durante el juicio realizado en España al excapitán Adolfo Scilingo, declaró:

…que Bussi fue el responsable en Tucumán durante la dictadura de los desaparecidos. Que se le vio ejecutando de manos propias a algunos desaparecidos, como Luis Falú, a quien arrojaron a un foso de un solo tiro; otros dos detenidos desaparecidos fueron linchados por Bussi mientras se les interrogaba con la «manguera», elemento de tortura, teniéndolo varias horas hasta hacerlos morir. Que fue el responsable de exterminio. Que existen testimonios que de manos propias mató en tres casos. Que a Bussi le investigaron y tenía tres millones de dólares en bienes muebles e inmuebles (…) Que se estableció que el enriquecimiento fue posterior al 76

## Primer periodo como Gobernador de Tucumán bajo el Proceso de Reorganización Nacional (1976-1981)
Como gobernador de Tucumán su gestión estuvo marcada por el autoritarismo y la represión como nunca antes experimentada en la provincia de Tucumán. Como una forma de paliar los efectos sociales del cierre de los ingenios, cuyas consecuencias sociales habían sido el caldo de cultivo para la protesta social y el surgimiento de la guerrilla rural en el interior de la provincia, el gobierno de Bussi se embarcó en un programa de obras públicas masivas y en la búsqueda de inversiones fabriles. En 1977 logró la instalación de la Fábrica de Camiones Scania en la localidad de Colombres, Departamento Cruz Alta, e inició un programa de obras públicas, carente de planificación y de utilidad para las necesidades de la provincia. se desplegaron sistemáticamente mecanismos de abusos sexuales contra presas políticas mujeres pertenecientes a grupos de izquierda o estudiantiles, las violaciones que se cometieron en el marco del terrorismo de Estado no solo tenían como objetivo ser utilizar el cuerpo de la mujer no sólo como arma de guerra sino también como aleccionamiento  correctivo en el marco del funcionamiento de los aparatos represivos de los Estados dictatoriales. En Argentina las violaciones correctivas fueron más pronunciadas en las regiones cercanas a bases de la Armada y en Tucumán donde el interventor militar Antonio Domingo Bussi formó brigadas con 'ejecutores' soldados encargados de realizar abusos sexuales por medio de elementos cortantes y picanas eléctricas de las que participaban entre otros su hijo Ricardo Bussi.
Así se construyeron inmumerables complejos deportivos
Quizás la obra más notoria durante su gobierno fue la parquización y la construcción de canchas de fútbol y de básquet sobre el cauce natural del Río Salí, a pesar de los consejos de geólogos y urbanistas, y que fueron arrasadas por la crecida del río en los años 1981 y 1982. Estas obras se hacían con personal del llamado Operativo Tucumán, desempleados de la crisis del azúcar de 1965, que dejó decenas de miles de personas sin trabajo y que fueron incorporados a la planta de trabajadores del Estado provincial. Estos trabajadores eran obligados a trabajar en jornadas de más de 16 horas, vigilados y amedrentados por soldados armados. También se ordenó que los tanques de aguas corrientes domésticas de cada una de las casas fueran pintados con la bandera argentina.
La ciudad de San Miguel de Tucumán no escapó a formas de exclusión edilicia de desgraciada memoria, como la construcción de «muros ornamentales» decorados con tejas y rejas de estilo colonial destinados a ocultar las villas miserias de la capital y del interior. La administración bussista realizó también numerosos monumentos militares. El dispendio se prolongó también en obras monumentales como la fundación de los pueblos «Soldado Maldonado» y «Teniente Berdina», en el sur tucumano, ubicados en aquellos lugares en donde se habían desarrollado los combates con las fuerzas guerrilleras durante el Operativo Independencia. Estos pueblos fundados sin planificación y sin vías de comunicación con los principales centros urbanos languidecieron, y tres décadas después los propietarios de los terrenos continúan reclamando por la usurpación de los mismos.
Una de sus medidas más controvertidas y recordadas de su primera gestión como gobernador de Tucumán fue la expulsión a los cerros catamarqueños de todos los mendigos y locos que se encontraban en las calles de San Miguel de Tucumán en junio de 1977 para «adecentar» la ciudad con motivo de la visita del dictador Jorge Rafael Videla para inaugurar la autopista norte de San Miguel de Tucumán. Numerosos ciudadanos particulares sufrieron la incautación de sus bienes, siendo el caso más notorio, el desapoderamiento de los bienes de la familia Siderman, cuyos miembros fueron secuestrados y obligados a admitir negocios ilegales para que luego el estado provincial interviniera sus empresas y ocupara sus propiedades. Este caso se prolongó en el tiempo, y el Estado argentino fue demandado ante tribunales internacionales, (sobre esta cuestión trata el célebre antecedente jurídico internacional de la Corte de los Estados Unidos "Siderman de Blacke vs. República Argentina").
La protesta social fue ferozmente reprimida, todos los sindicatos fueron neutralizados; la otrora poderosa FOTIA —Federación de Obreros y Trabajadores de la Industria Azucarera—, principal gremio de los trabajadores del azúcar sufrió su intervención por los militares y la detención o desaparición de directivos. La desarticulación de las centrales obreras favoreció a los industriales azucareros quienes con el apoyo del ejército y de la administración bussista pudieron imponer sus condiciones laborales a los trabajadores, reduciendo los costos crecientes de una industria protegida y deficitaria.
Otro asesinato con connotaciones políticas graves, fue el del dirigente radical Ángel Pisarello, secuestrado por un grupo de tareas en junio de 1976, desaparecido, y finalmente encontrado su cadáver en una zona montuosa en los límites entre Tucumán y Santiago del Estero. La represión alcanzó a otros dirigentes políticos de origen peronista, siendo muchos de ellos desaparecidos o asesinados, tal como aconteció con el vicegobernador peronista, electo en 1973, Dardo Francisco Molina. La represión tuvo otro capítulo oscuro en la represión llevada adelante por los grupos de tareas entre el estudiantado de la Universidad Nacional de Tucumán, registrándose uno de los mayores números de víctimas en una institución universitaria argentina. Estudiantes y docentes fueron desaparecidos en redadas nocturnas para luego ser llevados a los centros clandestinos de detención dispersos en el territorio provincial.
Al terminar su mandato como gobernador Antonio Domingo Bussi en 1980, gozaba de un amplio apoyo de la sociedad tucumana e inclusive profesores de la Universidad Nacional de Tucumán adhirieron, empresarios y organizaciones civiles colaboraron y apoyaron la gestión bussista, generando una imagen de administrador eficiente" que acompañó a su figura al retirarse de la gobernación.
El 4 de enero de 1982 Bussi se retiró, con el grado de general de división.

## En los años de democracia
Con la restauración de la democracia al país, Antonio Bussi fue objeto de acusación junto a decenas de miembros de las Fuerzas Armadas argentinas de diversas violaciones a los derechos humanos, pero se vio beneficiado por la ley de Punto Final promulgada durante el gobierno de Raúl Alfonsín. Se habían labrado en su contra más de 800 causas por privación ilegítima de la libertad, tormento, homicidio y falsificación de documentos.

### Elecciones de Tucumán de 1987

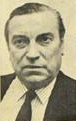
Antonio Bussi en 1987.

En las elecciones de 1987 se presentó como cabeza de lista por un viejo partido de corte conservador, Defensa Provincial-Bandera Blanca, llevado por el político tucumano Ávila Gallo quien lo llevó como cabeza de lista; ante la sorpresa de la clase política, recabó cerca del 18 % de los sufragios, y se constituyó en un referente político importante. 
En esas elecciones, el naciente bussismo como fenómeno político obtuvo un número respetable de electores en el Colegio Electoral que debía elegir al sucesor del gobernador peronista Pedro Fernando Riera. Su irrupción política y la división existente en el peronismo entre los «renovadores» y los «cirnigliaristas» —una división conyuntural del peronismo tucumano— impidieron que el radical Rubén Edgardo Chebaia fuera electo gobernador, a pesar de ser el candidato con mayor número de votos en toda la provincia.
Un año más tarde rompería con Defensa Provincial-Bandera Blanca para fundar su propio partido Fuerza Republicana, cuyo eslogan electoral fue en esa época «la fuerza moral de los tucumanos».

### Elecciones constituyentes de Tucumán de 1989
A medida que la crisis política tucumana adquiría ribetes endémicos, el bussismo cobró mayor impulso y aceptación entre la sociedad tucumana. En noviembre de 1989 se realizaron las elecciones provinciales para elegir convencionales constituyentes, quienes dictarían una nueva constitución que reemplazara la vigente de 1907. En esas elecciones, los candidatos de Domingo Antonio Bussi triunfaron por más del 55 % de los votos, levantándose con la mayoría de la Convención Constituyente. La nueva constitución votada por Fuerza Republicana e inspirada por el convencional bussista Fernando Justo López de Zavalía, avalada por las minorías de la UCR, y la UCD, luego del retiro de los convencionales justicialistas, introdujo como novedades la unicameralidad de la legislatura, la prohibición de reelección en todos los cargos ejecutivos y legislativos, y la creación de un futuro Tribunal Constitucional, elegido por todos los jueces del Poder Judicial con facultades de declarar la inconstitucionalidad, con alcance general, de las leyes votadas por la legislatura provincial.

### Elecciones de Tucumán de 1991
En las elecciones generales del año 1991, Antonio Domingo Bussi compitió con Ramón Bautista Ortega, el candidato creado ex profeso por el menemismo para contrarrestar el crecimiento del bussismo. Ortega triunfó, pero Bussi y su partido impugnaron las elecciones y denunciaron un fraude masivo para favorecer al candidato oficial. 
Con un discurso centrado en la defensa de lo actuado por la dictadura militar y por Antonio Domingo Bussi durante la etapa del Proceso de Reorganización Nacional, el repudio a los partidos tradicionales —la partidocracia— y la lucha contra la corrupción del estado provincial. Este discurso arraigó en las clases medias y altas tucumanas, confluyendo con posiciones conservadores y liberales de partidos previos como la U.CE.DE de Álvaro Alsogaray, lo que en sí mismo constituye un fenómeno sociológico de ardua explicación, al tener presente que Tucumán fue una de las provincias más castigadas por la represión de la dictadura.
El bussismo obtuvo varias intendencias, entre ellas las de San Miguel de Tucumán, diputados nacionales y legisladores provinciales, lo que le permitió crear redes clientelistas en todo el territorio provincial, conformando a Defensa Provincial-Bandera Blanca como un partido de alcance provincial.  Los contactos labrados con la clase empresarial local durante su gobierno, bajo el cual se desarrolló el Fondo Patriótico Azucarero, ayudaron a que en 1995 obtuviera la gobernación

### Elecciones de convencionales constituyentes de Argentina de 1994
Fue electo para la convención constituyentes de Argentina de 1994 por la Provincia de Tucumán, junto a 4 compañeros más de su partido.

## Segundo periodo como Gobernador de Tucumán bajo el régimen democrático (1995-1999)
Triunfa en las Elecciones provinciales de Tucumán de 1995 sobre la candidata justicialista, Olijela del Valle Rivas, y el candidato radical Rodolfo Martín Campero. Sacando un total de 267.688 equivalentes al 47,2% del padrón electoral de la provincia.
Durante su mandato, Bussi se vio obligado a enfrentar a las acusaciones de peculado por haber omitido en sus declaraciones patrimoniales la posesión de 100 000 dólares en el extranjero. «No niego ni afirmo» fue su frase preferida en aquellos momentos. Por ese motivo fue suspendido durante tres meses al frente del Poder Ejecutivo Provincial entre marzo y mayo de 1998, para ser sometido a juicio político, en el cual fue absuelto debido a la mayoría de su partido en la Legislatura provincial. También otros hechos de corrupción salpicaron su administración, como la constitución de firmas inexistentes para ganar licitaciones de obras públicas, siendo la más notorio el caso de su ministro de salud Carlos Quijano, quien había concedido obras millonarias en hospitales a una firma fantasma cuyo titular era un humilde albañil.
Para 1998 Walter Kleiman diputado provincial de Fuerza Republicana (el espacio bussista) admitió que Bussi tenía una cuenta en Suiza con un depósito cercano a los 100 000 dólares.
El gobierno de Bussi defraudó las expectativas de la sociedad tucumana, la cual rápidamente comenzó a restarle apoyo. Esto se acentuó a principios de 1999 cuando Bussi y su Partido se acercaron al presidente Carlos Menem apoyando las aspiraciones reeleccionistas de este, que violaban la cláusula transitoria de la nueva Constitución Nacional de 1994. A partir de ese momento el «mito Bussi» comenzó lentamente a declinar ante la opinión pública tucumana.

### Elecciones legislativas de Argentina de 1999
En las elecciones legislativas de 1999 consigue ganar la banca de diputado nacional por la provincia de Tucumán, donde consigue un total de 99.572 equivalentes al 17,7% del padrón provincial.
Sin embargo, la Cámara de diputados rechazó su diploma, por considerar que su «participación activa en crímenes de lesa humanidad» y su peculado lo inhabilitaban moralmente para ejercer el cargo.  
En julio de 2007 la Corte Suprema, finalmente dictamina que la Cámara se había excedido en su facultad constitucional al negar la incorporación de Bussi. De esta manera, el exgobernador nunca pudo acceder a su banca en diputados que había ganado limpiamente, pues para esos años ya había expirado su mandato.

### Elecciones San Miguel de Tucumán 2003
En 2003 fue electo intendente de San Miguel de Tucumán donde obtuvo 80.188 votos. Pero nuevamente no pudo asumir el cargo; tres meses después de las elecciones fue detenido  el 15 de octubre de 2003 por la desaparición de Guillermo Vargas Aignasse durante la última dictadura militar, causa en la que es acusado junto a Luciano Benjamín Menéndez.

## Causas judiciales
Tiene además 600 casos más a enfrentar en la justicia incluido uno relacionado con la gestión de cinco millones de dólares durante su gestión como gobernador.
En 2003, luego de las elecciones a intendente donde resulta electo, se dicta la orden de captura por el juez Jorge Parache, quien lo obligó a renunciar al cargo de intendente, tras haber intentado infructuosamente revertir la acusación apelando al pacto de San José de Costa Rica. Se lo retuvo en el Liceo Militar «Gregorio Aráoz de Lamadrid» hasta diciembre de ese año, cuando se le concedió el beneficio del arresto domiciliario en virtud de su edad.
En diciembre de 2004 la Cámara Federal de Apelaciones de Tucumán declaró que los delitos cometidos durante su período como gobernador constituían delitos de lesa humanidad, y decretó su procesamiento por ellos.
En 28 de noviembre de 2007, Bussi afrontó nuevos juicios orales, con Jorge Rafael Videla (expresidente de facto y otros 15 exjefes militares de la última dictadura). El juicio y las denuncias estuvieron a cargo del jueces federales Sergio Torres, Jorge Urso y Guillermo Montenegro, en la provincia de Buenos Aires durante su transcurso ya se rumoreaba sobre su salud.
Entre las acusaciones se encuentra, la privación ilegítima de la libertad, delitos de lesa humanidad, la desaparición de 72 personas y la megacausa ESMA.
El 28 de agosto del 2008, Bussi fue condenado a prisión perpetua e inhabilitación a prisión domiciliaria, junto con Menéndez. Tras la confirmación por parte de la Corte Suprema de Justicia de dicha condena, Bussi fue dado de baja del Ejército, lo cual implica la pérdida de su rango y su condición de militar, a través de una resolución del ministro de Defensa Arturo Puricelli el 27 de mayo de 2011.

## Enfermedad y muerte
En los últimos años, Bussi sufrió varias recaídas en su frágil salud, lo cual le impidió presenciar algunas audiencias de los juicios en los cuales fue condenado a reclusión perpetua por crímenes de lesa humanidad. Fue hospitalizado en la capital tucumana bajo diagnóstico de "falla multiorgánica de carácter irreversible". Entró en agonía y falleció un día después de su internación, el 24 de noviembre de 2011.

## Historial Electoral
|  | 18.61 % |

|  | 49.05 % |

|  | 44.03 % |

|  | 45,48 % |

|  | 47.20 % |

|  | 17.68 % |